# Bandō Kakitsu I
Bandō Kakitsu I est un nom japonais traditionnel ; le nom de famille (ou le nom d'école), Bandō, précède donc le prénom (ou le nom d'artiste).
Bandō Kakitsu I (初代 坂東 家橘, Shodai Bandō Kakitsu), né en 1847 - mort le 18 mars 1893, est un acteur japonais du théâtre kabuki de la lignée Uzaemon, aussi souvent appelé Ichimura Uzaemon XIV (十四代目 市村 羽左衛門, Jūyondaime Ichimura Uzaemon). C'est un important acteur durant les ères Kaei et Meiji de l'histoire du Japon. Il est surtout connu pour ses rôles de wagotoshi.

## Jeunesse
Bandō Kakitsu I naît en 1847, fils de l'acteur kabuki Ichimura Takenojō V. En novembre 1848, Kakitsu fait sa première apparition publique sous le nom de scène Ichimura Takematsu III. Son père tombe soudainement malade et meurt le 20 août 1851.

## Carrière
En août 1868, Kakitsu prend le nom Ichimura Uzaemon XIV lors d'une traditionnelle cérémonie de nomination d'acteurs appelée shūmei. Il devient le zamoto (manager, chef de troupe) du Ichimura-za.
En novembre 1868, il produit la pièce Kanadehon Chūshingura où il interprète les rôles d'En'ya Hangan, Ōboshi Rikiya et Ashikaga Tadayoshi.
En septembre 1871, l'Ichimura-za est trop endetté pour que Kakitsu le relève et il est contraint de laisser le théâtre à Fukuchi Mohei qui en change le nom pour celui de Murayama-za.
Kakitsu retourne sur scène en novembre 1871 pour jouer dans Yoshitsune Senbon-sakura, classique du répertoire.
Kakitsu paraît sur scène pour la dernière fois en mars 1893 dans le drame Yamabiraki Meguro Shinfuji. Il meurt peu après.

## Rôles notables
| Année | Théâtre     | Pièce                          | Rôles                                             | Notes                                                       |
| ----- | ----------- | ------------------------------ | ------------------------------------------------- | ----------------------------------------------------------- |
| 1868  | Ichimura-za | Kanadehon Chūshingura          | En'ya Hangan, Ōboshi Rikiya et Ashikaga Tadayoshi | Producteur, la pièce est jouée dans le théâtre qu'il dirige |
| 1871  | Nakamura-za | Yoshitsune Senbon-sakura       |                                                   |                                                             |
| 1873  | Murayama-za | Taiko no Oto Chiyū Sanryaku    | Sakurai, Takigawa et Ukyō                         |                                                             |
| 1873  | Nakamura-za | Tsuyu Kosode Mukashi Hachijō   | Chūshichi                                         | La pièce est aussi souvent appelée Kamiyui Shinza           |
| 1873  | Murayama-za | Hana Momiji Nori no Ongaku     |                                                   |                                                             |
| 1881  | Shintomi-za | Kumo ni Magō Ueno no Hatsuhana | Seigneur Matsue                                   | La pièce est aussi souvent appelée Kōchiyama                |
| 1881  | Shintomi-za | Tsuchigumo                     | Minamoto no Raikō                                 |                                                             |
| 1886  | Chitose-za  | Mekura Nagaya Ume-ga-Kagatobi  | Minosuke                                          | La pièce est aussi souvent appelée Kagatobi                 |
| 1893  | Ichimura-za | Yamabiraki Meguro Shinfuji     |                                                   | Dernière apparition sur scène                               |

## Source de la traduction
- (en) Cet article est partiellement ou en totalité issu de l’article de Wikipédia en anglais intitulé « Bandō Kakitsu I » (voir la liste des auteurs).